# LPAR
LPAR – partycjonowanie logiczne, partycja logiczna (ang. Logical Partition). Technologia wirtualizacji sprzętu bazująca na parawirtualizacji z wykorzystaniem hiperwizora, stworzona przez firmę IBM. Technologia była początkowo zaprojektowana dla komputerów klasy mainframe dla architektury ESA/390 w okolicach 1990 roku, a następnie kontynuowana dla komputerów zSeries oraz System 9. W późniejszym czasie IBM poszerzył tę ideę o komputery niebędące mainframe'ami – pSeries oraz iSeries. Systemami operacyjnymi wspierającymi technologię LPAR są m.in. z/OS, z/VM, z/VSE, z/TPF, AIX, Linux oraz i5/OS.